# Lilian von Krusenstjerna
Lilian Fredrique von Krusenstjerna, född 14 september 1924 i Hartford, USA, död 10 september 1954 i Göteborg, var en svensk målare och tecknare.
Hon var dotter till tjänstemannen Baltzar Mauriz von Krusenstjerna och Irma Alexandra Constance Sigurdsen. Krusenstjerna studerade för Nils Nilsson med flera uppehåll vid Valands målarskola 1941-1947 och under studieresor till Danmark. Separat ställde hon ut med oljemålningar och pasteller i Borås 1948 och med teckningar i Göteborg 1951. Tillsammans med Ruth de Meyere ställde hon ut på Galleri Brinken i Stockholm 1952 och hon medverkade i Nordiska konstnärinnors utställning på Liljevalchs konsthall samt i olika grupputställningar i Göteborg. På grund av sjukdom kunde hon under flera år inte röra en pensel men under sjukdomstiden tecknade hon så gott som dagligen. 